# Amor en custodia (telenovela colombiana)
Amor en custodia es una telenovela colombiana adaptada por Julio Castañeda con diálogos de Juliana Lema, Yamile Daza y Diego Osorio producida Teleset para RCN Televisión. Es una adaptación de la telenovela homónima producida por Telefe.
Protagonizada por Alejandra Borrero, Ernesto Calzadilla, Ana Wills e Iván López, y las participaciones antagónicas de Jenny Osorio, Marcelo Dos Santos, Mario Duarte, Alejandra Azcárate y el primer actor Humberto Dorado. Cuenta además con las actuaciones estelares de Johanna Morales, Estefanía Godoy, Patricia Tamayo, Ana María Medina y la primera actriz Nórida Rodríguez. Se estrenó el 9 de noviembre de 2009 en el Canal RCN.
Cuenta la historia de amor y de pasión de una madre y su hija, Paz y Bárbara, por sus guardaespaldas, Juan Manuel y Nicolás, respectivamente. Sus relaciones estarán impregnadas de mucho drama pues su amor no es permitido, no solo por los celos y envidias, sino por las diferencias sociales y los errores del pasado de sus respectivas familias.

## Sinopsis
Paz Delucci, famosa diseñadora de modas y gran empresaria, es desdeñada por su marido Alejandro Sanín quien ha tenido una amante durante varios años. Ella se enamora de su guardaespaldas Juan Manuel, hombre casado y con familia. Paz y Alejandro tienen una hija llamada Bárbara. Su guardaespaldas, Nicolás Camacho, se enamora de ella y logra conquistar su confianza. 
A lo largo de la historia se desenvuelven engaños del abuelo Santiago, quien tuvo muchas mujeres y que con su cinismo no tiene más que negarlo todo, y cada secreto que se descubre afecta a gran parte de la familia, como la existencia de una gemela de Paz, la noticia de que la hija de Victoria, presunta muerta, está viva. una hermana más en la familia etc. Las emociones que se viven en el círculo destacan conflicto, reflexión, mentiras y desengaños.

## Personajes
- Alejandra Borrero -  Paz Delucci Planas / Mónica Martínez
- Ernesto Calzadilla - Juan Manuel Aguirre
- Ana Wills - Bárbara Sanínt Delucci
- Iván López - Nicolás Camacho Vásquez
- Jenny Osorio - Carolina Acosta / Floralba Salcedo
- Marcelo Dos Santos - Alejandro Sanínt
- Humberto Dorado  - Santiago Delucci
- Estefanía Godoy - Tatiana Aguirre Lema / Lucía Cáceres Delucci
- Johanna Morales - Victoria Delucci Planas
- Mario Duarte - Ernesto Salinas "Tango"
- Patricia Tamayo - Gabriela Lema Álvarez / Gabriela Delucci Álvarez
- Nórida Rodríguez - Inés Vázquez
- Carmenza González  - Nora Escudero
- Hugo Gómez  - Walter Camacho
- Consuelo Moure - Alicia Álvarez
- Ana María Medina - Laura Camacho Vásquez
- Ricardo Leguízamo - Gino Malacon
- Bibiana Corrales - Rubí
- María Eugenia Dávila † -  Débora
- Sebastián Sánchez  - Robert Gafter
- Alejandra Azcárate  - Renata Shewin
- Juan Carlos Messier - Pascual Andres Ignacio Shewin
- Natasha Klauss  - Sandra Estrada
- Emerson Rodríguez Gómez - Raúl Martínez
- Julio Medina - Ignacio Martínez
- María Eugenia Penagos - Cástula de Shewin
- Cristian Villamil - Cristóbal
- Germán Escallon - El Holandés
- Valentina Rendón - Isabella
- Giorgio Difeo - Marco Tardelli
- Ilenia Antonini  - Lucciana Tardelli
- Jorge López - Arturo Cáceres
- Paula Silva - Katia
- Bernardo García - Eugenio Pataquiva
- Sonia Cubides - Priscila
- Jaime Barbini - Fabricio
- Félix Antequera - Carlos González / Frank Fonseca
- Marcela Posada - Coral
- María Isabel Henao - Camela París
- Nicolás Pachón -  Anderson
- Jorge Pubiano - José Barrancas "Jota"
- Héctor Mauricio Cabal - Germán Soler "Loco"
- Ana Beatriz Osorio - Diana Miranda
- Cristóbal Errázuriz - Mauricio Gafter
- Diana Paola Herrera - Andrea
- arturo alvarez -capitan lopez
- oscar pinzon - sargento suarez

## Premios y nominaciones

### Premios Tvynovelas
| Año  | Categoría                       | Nominado                                                             | Resultado      |
| ---- | ------------------------------- | -------------------------------------------------------------------- | -------------- |
| 2009 | Mejor Telenovela                | Amor En Custodia                                                     | Ganadora       |
| 2009 | Mejor Actriz Protagónica        | Alejandra Borrero                                                    | Ganadora       |
| 2010 | Mejor Actor Protagónico         | Ernesto Calzadilla                                                   | Nominado       |
| 2010 | Mejor Actriz Antagónica         | Jenny Osorio                                                         | Ganadoras..... |
| 2010 | Mejor Actor Antagónico          | Mario Duarte                                                         | Nominado       |
| 2010 | Mejor Actriz De Reparto         | Nórida Rodríguez                                                     | Nominada       |
| 2010 | Mejor Actor De Reparto          | Marcelo Dos Santos                                                   | Nominado       |
| 2010 | Mejor Banda Sonora/Tema Musical | Amor En Custodia                                                     | Ganadora       |
| 2010 | Director Favorito               | Juan Carlos Vásquez, Olga Lucía Rodríguez y Pablo Garro, Miguel Daza | Nominados      |
| 2010 | Mejor Libretista Favorito       | Juliana Lema                                                         | Nominada       |
| 2010 | Mejor Actriz/Actor Revelación   | Iván López                                                           | Ganador        |
| 2010 | Mejor Actriz/Actor Revelación   | Ana Wills                                                            | Nominada       |

### Premios India Catalina
| Año  | Categoría                                     | Nominado                                                             | Resultado |
| ---- | --------------------------------------------- | -------------------------------------------------------------------- | --------- |
| 2010 | Mejor Telenovela                              | Amor en custodia                                                     | Ganadora  |
| 2010 | Mejor Actriz Protagónica de Telenovela        | Alejandra Borrero                                                    | Ganadora  |
| 2010 | Mejor Actor Protagónico de Telenovela         | Ernesto Calzadilla                                                   | Nominado  |
| 2010 | Mejor Actriz Antagónica de Telenovela o Serie | Jenny Osorio                                                         | Nominada  |
| 2010 | Mejor Actor Antagónico de Telenovela o Serie  | Mario Duarte                                                         | Ganador   |
| 2010 | Mejor Actor Antagónico de Telenovela o Serie  | Marcelo Dos Santos                                                   | Nominado  |
| 2010 | Mejor Actriz o Actor Revelación               | Ana Wills                                                            | Ganadora  |
| 2010 | Mejor Actriz o Actor Revelación               | Iván López                                                           | Nominado  |
| 2010 | Mejor Banda Sonora / Tema Musical             | -                                                                    | Nominada  |
| 2010 | Mejor Director de Telenovela                  | Juan Carlos Vásquez, Olga Lucía Rodríguez y Pablo Garro, Miguel Daza | Nominados |